# 水源市
水源市（越南语：／）是越南海防市下辖的一个市。白藤江穿过市境。

## 地理
水源市东接广宁省广安市社，西接海阳省荆门市社，南接吴权郡和海安郡，西南接鸿庞郡，北接广宁省汪秘市和东潮市。

## 历史
阮朝时，水源县为海阳省荆门府水棠县。同庆年间，避同庆帝讳，改为水源县。
成泰四年（1892年），划归海阳海防衙管辖。
成泰五年（1893年）七月，海防衙正式改设为海防省。
成泰十年（1898年）正月，海防省省莅自海防市迁至安老县扶辇社，改省名为扶辇省。
成泰十八年（1906年）正月，扶辇省取建瑞府和安阳县首字，改名为建安省。
1949年11月7日，水源县划归广安省管辖。
1950年3月4日，水源县复归建安省管辖。
1953年2月，因战事需要，水源县再次划归广安省管辖。
1955年2月22日，广安省与鸿基特区合并为鸿广区，由中央政府直辖。水源县随之划归鸿广区管辖。
1956年2月11日，鸿广区水源县划归建安省管辖。
1962年10月27日，建安省整体并入海防市。水源县随之划归海防市管辖。
1983年7月15日，以嘉明新经济区设立嘉明社和嘉德社2社。
1986年3月18日，水山社和水棠社析置山隘市镇，明德社改制为明德市镇。
2004年1月10日，留剑社析置留期社。
2024年10月24日，越南国会常务委员会通过决议，自2025年1月1日起，海安郡东海一坊武安岛区域划归水源县水潮社管辖，水源县改制为水源市，明德市镇改制为明德坊，花洞社改制为花洞坊，千乡社改制为千乡坊，广清社改制为广清坊，和平社改制为和平坊，安闾社改制为安闾坊，五老社改制为范五老坊，立礼社改制为立礼坊，三兴社改制为三兴坊，新阳社和阳关社合并为阳关坊，林洞社和黄洞社合并为黄林坊，虔拜社和美同社合并为黎鸿峰坊，东山社和泾江社合并为陈兴道坊，留期社和留剑社合并为留剑坊，山隘市镇、水山社和水棠社合并为水棠坊，中河社和水潮社合并为水河坊，复礼社和浦礼社合并为南赵江坊，嘉明社、嘉德社和明新社合并为白藤社，莲溪社和赖春社合并为莲春社，安山社、岐山社和芙宁社合并为宁山社，合城社、高仁社和政美社合并为光中社。

## 行政区划
水源市下辖17坊4社，市人民委员会位于水棠坊。
- 明德坊（Phường Minh Đức）
- 安闾坊（Phường An Lư）
- 阳关坊（Phường Dương Quan）
- 花洞坊（Phường Hoa Động）
- 和平坊（Phường Hòa Bình）
- 黄林坊（Phường Hoàng Lâm）
- 立礼坊（Phường Lập Lễ）
- 黎鸿峰坊（Phường Lê Hồng Phong）
- 留剑坊（Phường Lưu Kiếm）
- 南赵江坊（Phường Nam Triệu Giang）
- 范五老坊（Phường Phạm Ngũ Lão）
- 广清坊（Phường Quảng Thanh）
- 三兴坊（Phường Tam Hưng）
- 千乡坊（Phường Thiên Hương）
- 水棠坊（Phường Thủy Đường）
- 水河坊（Phường Thủy Hà）
- 陈兴道坊（Phường Trần Hưng Đạo）
- 白藤社（Xã Bạch Đằng）
- 莲春社（Xã Liên Xuân）
- 宁山社（Xã Ninh Sơn）
- 光中社（Xã Quang Trung）